# Gokul
Gokul är en ort i Indien.   Den ligger i distriktet Mathura och delstaten Uttar Pradesh, i den norra delen av landet, 140 km söder om huvudstaden New Delhi. Gokul ligger 174 meter över havet och antalet invånare är 4 351.
Terrängen runt Gokul är mycket platt. Runt Gokul är det tätbefolkat, med 881 invånare per kvadratkilometer. Närmaste större samhälle är Mathura, 8,6 km nordväst om Gokul. Trakten runt Gokul består till största delen av jordbruksmark.